# Halloween III: Season of the Witch
Halloween III: Season of the Witch is een Amerikaanse horrorfilm uit 1982 onder regie van Tommy Lee Wallace. Het verhaal werd mede geschreven door John Carpenter, die de filmserie in 1978 begon met Halloween. De film is gebaseerd op een origineel scenario van Nigel Kneale.
Season of the Witch staat los van de voorgaande Halloween-films omdat het personage Michael Myers ontbreekt. Hierom werd de film ook slecht ontvangen en keerde Myers in de overige vervolgfilms gewoon terug. Toch werd "Halloween III" later geherwaardeerd vanwege de originele en gedurfde plot en sfeer en groeide het uit tot een cultfilm.

## Verhaal
Op zaterdag 23 oktober, wordt winkeleigenaar Harry Grimbridge (Al Berry) achtervolgd door mannen in zakelijke kleding. Op wrede wijze wordt in een ziekenhuis een patiënt vermoord. De moordenaar verbrandt enkele minuten later in zijn auto, die op de parkeerplaats ontploft. Dr. Dan Challis - een getuige van een aantal bizarre en angstaanjagende gebeurtenissen - onderzoekt de zaak en stuit daarbij op de boosaardige maker van Halloweenmaskers. Deze Conan Cochran is van plan de oude gebruiken van Allerheiligen nieuw leven in te blazen, waarbij het offeren de gewoonste zaak is. Voor de kinderen van Amerika heeft hij een duivelse verrassing in petto.

## Overige hoofdrollen
| Acteur         | Personage                |
| -------------- | ------------------------ |
| Tom Atkins     | Dr. Daniel 'Dan' Challis |
| Stacey Nelkin  | Ellie Grimbridge         |
| Dan O'Herlihy  | Conal Cochran            |
| Michael Currie | Rafferty                 |
| Ralph Strait   | Buddy Kupfer             |
| Jadeen Barbor  | Betty Kupfer             |
| Brad Schacter  | Little Buddy Kupfer Jr.  |
| Garn Stephens  | Marge Guttman            |
| Nancy Kyes     | Linda Challis            |

## Ontvangst
Halloween III: Season of the Witch werd uitgebracht op 22 oktober 1982 en werd door het publiek gemengd ontvangen. Op Rotten Tomatoes heeft de film een score van 39% op basis van 28 beoordelingen. Metacritic komt op een score van 50/100, gebaseerd op 11 beoordelingen. In 1988 werd een vervolgfilm uitgebracht onder de naam Halloween 4: The Return of Michael Myers.

## Boekadaptatie
- Dennis Etchison (als Jack Martin) - Halloween III: Season of the Witch (1982, Jove)